# Model de mobilitat
Els models de mobilitat caracteritzen els moviments dels usuaris mòbils pel que fa a la seva ubicació, velocitat i direcció durant un període. Aquests models tenen un paper vital en el disseny de xarxes mòbils ad hoc (MANET). La majoria de vegades, els simuladors tenen un paper important a l'hora de provar les característiques de les xarxes ad hoc mòbils. Simuladors com (NS, QualNet, etc.) permeten als usuaris triar els models de mobilitat ja que aquests models representen els moviments de nodes o usuaris. A mesura que els nodes mòbils es mouen en diferents direccions, es fa imprescindible caracteritzar els seus moviments en relació amb els models estàndard. Els models de mobilitat proposats a la literatura tenen diferents graus de realisme, és a dir, des de patrons aleatoris fins a patrons realistes. Així, aquests models contribueixen de manera significativa mentre es posen a prova els protocols per a xarxes mòbils ad hoc.

## Antecedents i terminologia
L'estudi de xarxes grans i complexes és possible experimentant en un simulador més que en estudis analítics. La forma relativament nova de xarxes com les xarxes ad hoc mòbils (MANET), les xarxes ad hoc de vehicles (VANET), etc. es caracteritzen per nodes de naturalesa autònoma i dinàmica. Així, esdevé molt essencial captar els seus moviments perquè els resultats de les simulacions corresponents estiguin més propers a la realitat. Els models de mobilitat es classifiquen bàsicament en models estocàstics, detallats, híbrids i realistes basats en traça.
- Els models estocàstics es basen en moviments aleatoris i els nodes són lliures de moure's en qualsevol direcció. Els exemples inclouen el model de punt de ruta aleatori, el model de marxa aleatòria i el model de direcció aleatòria.
- Els models detallats s'adapten a escenaris específics. Això podria incloure reunions, escenaris de biblioteca i aula. L'exemple inclou el waypoint aleatori del carrer (STRAW),
- Els models híbrids intenten trobar un equilibri entre el realisme (models detallats) i la llibertat de moviments (models estocàstics). Alguns exemples inclouen el model de mobilitat del grup de punts de referència, el model de mobilitat de Manhattan i el model de mobilitat per autopista.
- Els models de traça real contenen una col·lecció de moviments d'usuaris realistes basats en escenaris específics. L'exemple inclou CRAWDAD.[4]

## Models de mobilitat
Per a la modelització de la mobilitat, el comportament o l'activitat del moviment d'un usuari es pot descriure mitjançant models analítics i de simulació. Les aportacions als models analítics de mobilitat estan simplificant supòsits sobre els comportaments de moviment dels usuaris. Aquests models poden proporcionar paràmetres de rendiment per a casos senzills mitjançant càlculs matemàtics. En canvi, els models de simulació consideren escenaris de mobilitat més detallats i realistes. Aquests models poden obtenir solucions valuoses per a casos més complexos. Els models de mobilitat típics inclouen
- Model de waypoint aleatori
- Model de caminada aleatòria
- Model de direcció aleatòria
- Waypoint aleatori del carrer
- Model de grup de punts de referència (RPGM)
- Model de mobilitat de Manhattan
- Model de mobilitat per autopista